# 南美鰤鯧
南美鰤鯧為輻鰭魚綱鱸形目鯧亞目長鯧科的其中一種，分布於東南太平洋的祕魯及智利、西南大西洋的阿根廷海域，體長可達44公分，棲息在中層水域，屬肉食性，可做為食用魚。